# Periclimenes pandionis
Periclimenes pandionis är en kräftdjursart som beskrevs av Lipke Bijdeley Holthuis 1951. Periclimenes pandionis ingår i släktet Periclimenes och familjen Palaemonidae. Inga underarter finns listade i Catalogue of Life.